# Obotrites

Detall obotrita en l'escut de Mecklemburg

El obotrites o obodrites —Abodriten (alemany), Obodrzyci (polonès)— també sovint anomenats com abotrites o abodrites fou una confederació de tribus eslaves occidentals medievals dins del territori dels moderns Mecklenburg-Pomerània Occidental i Slesvig-Holstein del nord d'Alemanya (vegeu eslaus polabis). Durant dècades foren aliats de Carlemany en les seves guerres contra els saxons germànics i els eslaus veleti. El 798 el príncep obodrita Droko, o Drasko (llatí Thrasco), va derrotar els saxons a la batalla del riu Swentana. Els saxons encara pagans foren dispersats per l'emperador, i part de la seva anterior terra al Holstein al nord de l'Elba es va atorgar als obotrites el 804, com a recompensa per la seva victòria. Això no obstant no va tenir gaire efecte a causa d'una posterior invasió dels danes.

## Història

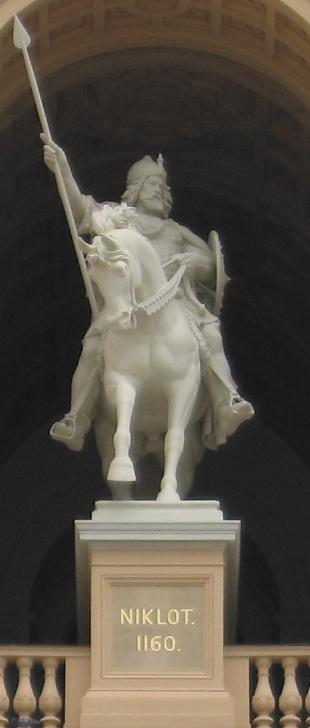
Niklot (1090 – 1160) cap de la confederació Obotrita

Com aliats dels reis carolingis i l'imperi dels seus successors otonians, els obotrites van lluitar des de 808 al 1200 contra els reis de Dinamarca, que desitjaven governar la regió de la mar Bàltica independentment de l'imperi. Però quan les oportunitats sorgien, per exemple a la mort d'un emperador, procuraven augmentar el seu poder; enemistats amb els alemanys a causa de la guerra contra els wends (els eslaus occidentals en general), començada per l'emperador saxó, el 983 van destruir la ciutat dHamburg sota el seu rei, Mstivoj. Van treure del seu tron el 1019 al príncep cristià Mstislav i perseguiren cruelment als cristians en general. De vegades recaptaven tributs dels danesos i saxons. Sota la direcció de Niklot, van resistir un assalt cristià durant la croada contra els wends.
Els missioners alemanys com sant Vicelí convertiren als obotrites al cristianisme. El 1170 van admetre la sobirania del Sacre Imperi Romanogermànic en temps del duc de Saxònia Enric el Lleó que va comportar la germanització i assimilació durant els següents segles. Tanmateix fins a finals del segle xv que molts pobladora de l'àrea obotrita encara parlaven dialectes eslaus (polabi), encara que posteriorment la seva llengua va canviar a l'alemany. La llengua polaba va sobreviure fins al començament del segle xix en el que és ara l'estat alemany de Baixa Saxònia. D'altra banda part dels obotrites va emigrar al sud i es va instal·lar a la plana Pannònia, on el comtat medieval Bodrogiensis del regne d'Hongria va agafar el nom d'aquest poble.

## Tribus de la confederació obotrita

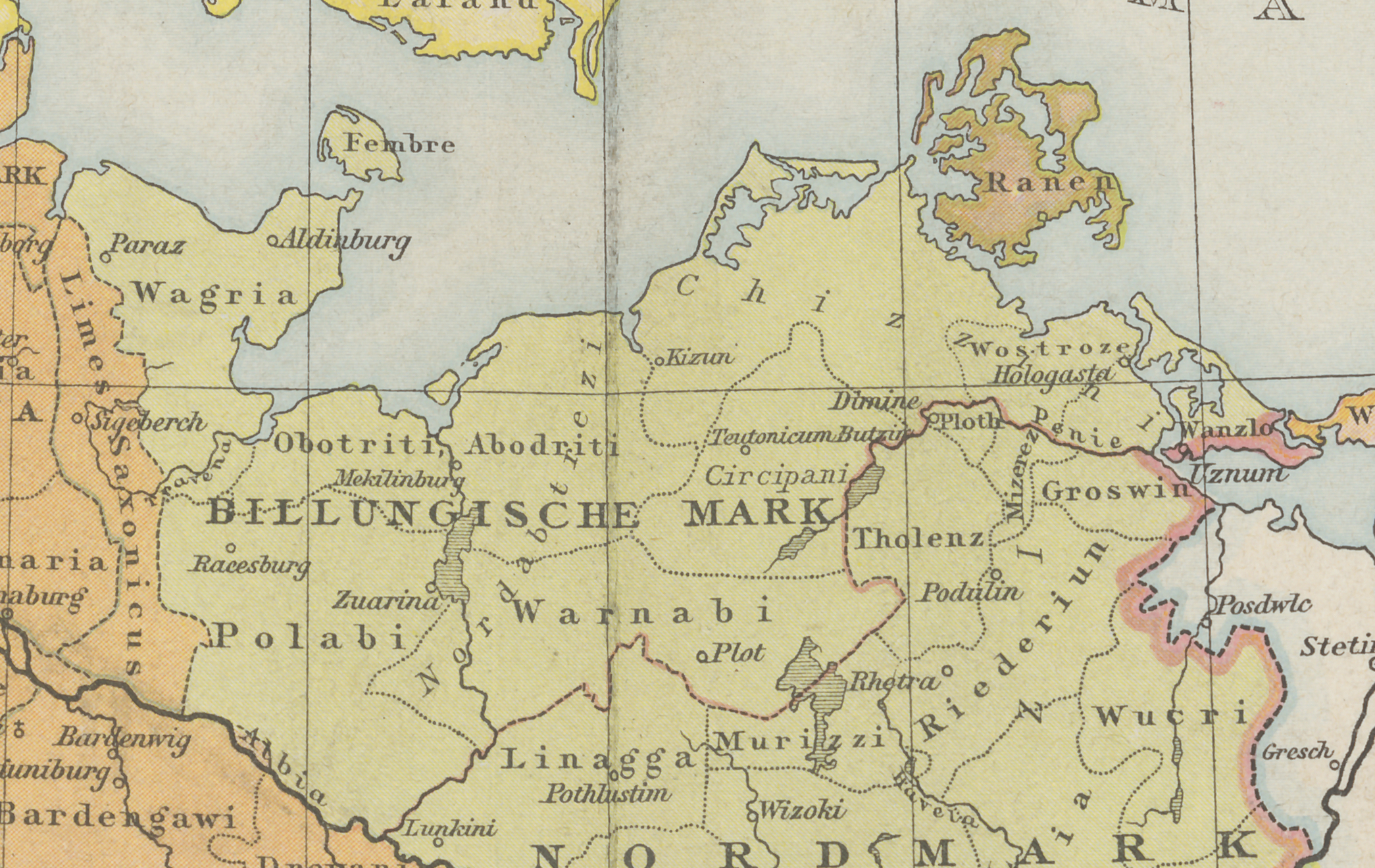
Mapa de la Marca Billunga (vers 1000) mostrant diferents tribus de la confederació Obotrítica

El Geògraf bavarès, un document medieval anònim compilat a Ratisbona el 830, conté una llista de les tribus d'Europa centro-oriental a l'est de l'Elba. La llista inclou els nortabtrezi (obotrites) amb 53 civitates. Adam de Bremen s'hi referia com els reregi a causa del seu lucratiu emporium comercial de Reric. En comú amb uns altres grups eslaus, eren sovint descrits per fonts germàniques com wends.
Les tribus principals de la confederació Obotrítica foren:.
- Els obotrites propis (de la Badia de Wismar al llac de Schwerin);

- Els wagris (el Holstein oriental que era part del ducat de Saxònia;

- Els warnowis (al Warnow superior i Mildenitz);

- Els polabis propis (entre el Trave i l'Elba).

Altres tribus associades amb la confederació inclouen: 
- Els linons prop de Lenzen,
- Els travnjans (travnjane) prop delTrave,
- Els drevans (drevani) al Hannover wendici el nord de l'Altmark.[4]

## Llista de líders obotrites

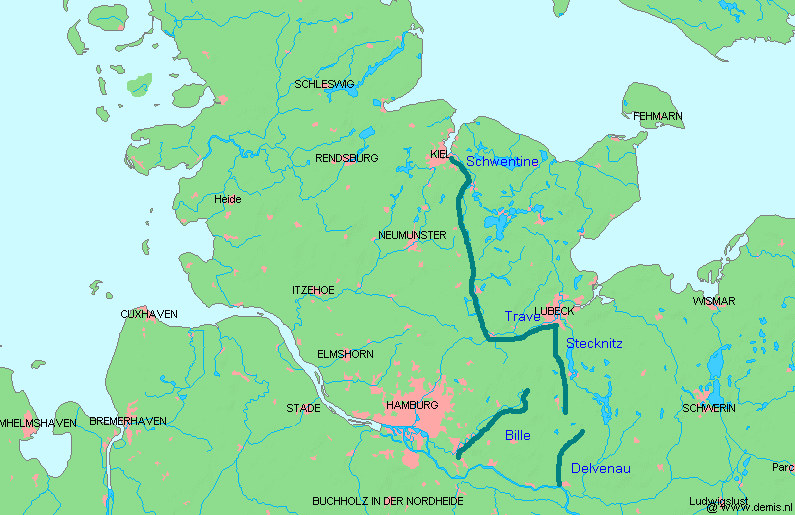
El Limes saxoniae presumida frontera entre els Saxons i els lequites obotrites, establert segons la tradició el 810 a l'Schleswig-Holstein actual, però resultat d'una falsificació documental del per Adam de Bremen.

Per als governants posteriors cal consultar la llista de ducs de Mecklemburg
- Witzlau I (mort vers 700)
- Aribert I (700 - 724)
- Aribert II) (724 - 747)
- Witzlau II (747 - 795)
- Drożko (795 - 808)
- Slavomir (810 - 818) (aliat de l'Imperi Franc. El 816 es va unir a una rebel·lió dels sòrabs. Finalment fou capturat i abandonat per la seva pròpia gent, sent substituït per Ceadrag el 818).
- Ceadrag (Czedrag) (818 - després de 826) (aliat de l'Imperi Franc. Es va rebel·lar contra els franc amb aliança amb els danesos, però més tard es va reconciliar amb els carolingis)
- Selibur ?
- Nakon (954 - 966)
- Mstivoj (966 - 995)
- Miecislau III (919 - 999) (el 995 fou derrotat per l'emperador Otó III)
- Mstislav (996 - 1019)
- Udó (Przybigniew) (1019 - 1028)
- Ratibor (1028 - 1043)
- Gottschalk (1043 - 1066)[6]
- Budivoj (1066)
- Kruto (1066-1069)
- Budivoj (1069)
- Kruto (1069-1093)
- Enric (príncep obotrita) (1093 - 1127)
- Canut Lavard (1128 - 1131), rei per concessió de l'emperador
- Niklot (1090 - 1160), rei 1131-1160, posteriorment "ducs de Mecklenburg"